# Beraba cheilaria
Beraba cheilaria é uma espécie de coleóptero da tribo Eburiini (Cerambycinae); com distribuição na Bolívia e Brasil.

## Sistemática
- Ordem Coleoptera
  - Subordem Polyphaga
    - Infraordem Cucujiformia
      - Superfamília Chrysomeloidea
        - Família Cerambycidae
          - Subfamília Cerambycinae
            - Tribo Eburiini
              - Gênero Beraba
                - B. cheilaria (Martins, 1967)